# 四苯基氯化𬭸
四苯基氯化𬭸是一种季𬭸盐，化学式为(C6H5)4PCl，可简写为Ph4PCl或PPh4Cl。它可以以无水物的形式结晶，这也是最常见的市售品形式。此外，它还存在一水合物和二水合物。
四苯基氯化𬭸可由氯苯和三苯基膦在镍盐的催化下反应得到：
PhCl + PPh3 → Ph4PCl